# Xestocephalus pullus
Xestocephalus pullus är en insektsart som beskrevs av Delong, Wolda och Estribi 1983. Xestocephalus pullus ingår i släktet Xestocephalus och familjen dvärgstritar. Inga underarter finns listade i Catalogue of Life.